# Pauk

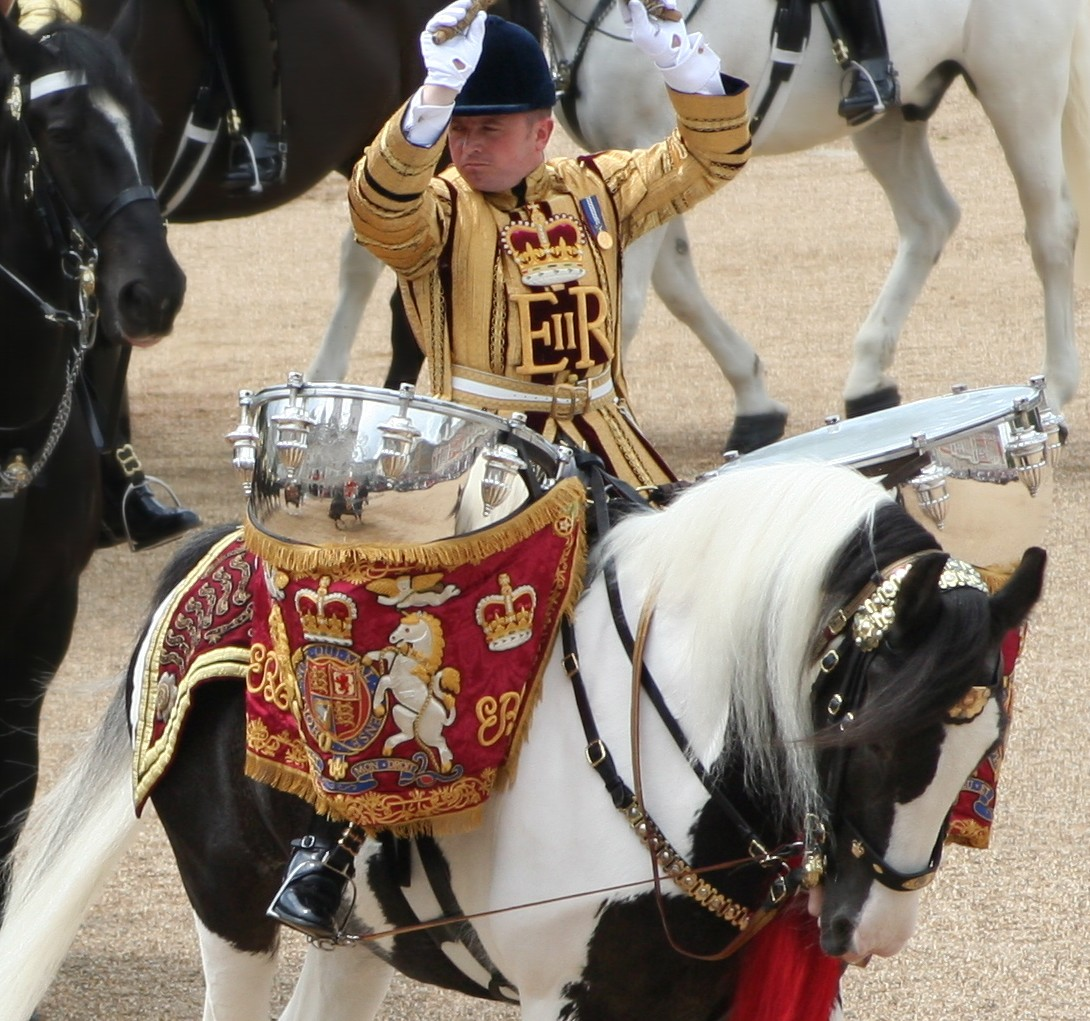
Paukenpaard

Een pauk is een keteltrom met een gedefinieerde toonhoogte.
Op een koperen of Kunststof ketel (doorsnede meestal 50 tot 80 cm) is een vel gespannen. Vroeger gebruikte men huid van kalf of geit, sinds de jaren zestig van de twintigste eeuw worden uit kostenoverwegingen veelal kunststof vellen gebruikt. Door met een mallet op het vel te slaan klinkt een bepaalde toon, door de slagen snel achtereen te spelen klinkt een roffel. De toonhoogte is afhankelijk van de spanning van het vel.
De grootte van de eronder liggende resonantieruimte, de diameter en de dikte van het vel bepalen in welk toonbereik de pauk gebruikt kan worden. 
De pauk is van oorsprong een militaire trom en wordt tegenwoordig in uiteenlopende ensembles gebruikt. In het symfonieorkest is de pauk de meeste gebruikte trommel, meestal in een opstelling van twee tot vier pauken van opeenvolgende diameters. Doorgaans staat de grootste en dus laagst klinkende pauk aan de linkerkant (zoals gezien door de speler); in Oostenrijk, Nederland en Duitsland is de opstelling traditioneel echter gespiegeld.

## Geschiedenis en constructie
Er bestaan ontzaglijk veel trommels, vooral als men de zeer uiteenlopende trommels en gongs van primitieve volkeren meerekent. Wereldwijd zijn verschillende historische keteltrommen bekend, waaronder de Naker. De oudste in de westerse muziek gebruikte pauken worden barokpauken of handschroefpauken genoemd, waarbij de velspanning geregeld wordt door rondom een aantal stemschroeven te draaien. Een doorontwikkeling hiervan is de kettingpauk, waarbij de stemschroeven onderling met een ketting of snaar werden verbonden. Bij de machinepauk wordt de velspanning centraal geregeld met een hendel, die met een mechaniek bestaande uit een hefboom en trekstangen de spanning in het vel regelt. Een draaipauk wordt gestemd door de gehele ketel te draaien, terwijl het voetstuk op zijn plaats blijft staan. Een bekend voorbeeld hiervan zijn de Orff-pauken, die wel op scholen bij de muziekles gebruikt worden. De meeste moderne orkestpauken worden gestemd met een pedaal, zodat de paukenist snel de toonhoogte kan wijzigen en daarbij zijn handen vrijhoudt om te spelen. Voor het gemak van de paukenist (of paukslager) wordt een toonwijzer toegevoegd om een visuele indicatie te geven van de velspanning. De toonwijzer geeft daarbij grofweg aan op welke toon de pauk ingesteld staat, de paukenist kan de stemming verfijnen door zacht op het vel te tikken en daarbij de klank van dichtbij te beluisteren. Sommige orkesten, speciaal het Koninklijk Concertgebouworkest en de Wiener Philharmoniker, gebruiken Weense pauken. Deze variant, ontwikkeld door de Weense paukenist Hans Schnellar (1865-1945), kenmerkt zich door een mechaniek waarbij de ketel van onderaf tegen het vel wordt gedrukt.
De klankkleur is sterk afhankelijk van het gebruikte materiaal van de kop van de stok (een kern van kurk of hout, soms bekleed met leer of vilt) en van de plaats waar het vel geraakt wordt, en - in veel mindere mate - de constructie van de pauk. De klank van een natuurlijk vel wordt veelal als 'warmer' ervaren dan van kunststofvel, en geniet daarmee de voorkeur van toporkesten, ondanks de gevoeligheid voor schommelingen in luchtvochtigheid. Alle paukenketels zijn aan de onderzijde voorzien van een kleine opening, om inwendige demping te verminderen en om luchtdruk en -vochtigheid te vereffenen met de buitenlucht. In sommige vroege barokpauken is het gat tevens verbonden met een klankbeker die rechtop in de ketel staat.
Bereden orkesten kunnen zijn uitgerust met een zogenaamd paukenpaard. Op dit paard is aan weerszijden een pauk 
bevestigd die door de ruiter worden bespeeld.
Sinds het einde van de twintigste eeuw is er een hernieuwde belangstelling voor de oudere instrumenten in bijvoorbeeld barokorkesten. Er wordt gespeeld op historische pauken of replica's daarvan, en er worden naar historisch voorbeeld gedraaide houten stokken gebruikt.

## Beroemde percussionist en paukenist
- Anatoli Ivanov
- Frans van der Kraan
- Nick Woud
- Jan Labordus

## Stemmen
De eigenfrequenties van een vel gedragen zich veel minder eenvoudig dan bijvoorbeeld die van een vioolsnaar. Een vel op een pauk zal gaan trillen met verhoudingsgetallen:
0,85 : 1,0 : 1,51 : 1,99
De trommel vertoont bij deze verhouding een van de Chladni-patronen. De eerste eigenfrequentie is die van het vel als dat precies in het midden aangeslagen zou worden. Dit ervaren we echter niet als de grondtoon.
De veel luidere maar niet noodzakelijk harmonische boventonen bepalen wat we ervaren als de grondtoon. Waar die een verhouding van ongeveer 2:3:4 te zien geven ervaart ons oor de (afwezige) akoestische verschiltoon 1.

## Trivia
- De pauk is mogelijk voor een breder publiek bekend geworden door Franz Joseph Haydns compositie: symfonie nr. 94 ook wel genoemd "De symfonie met de paukenslag". Het verhaal gaat dat hij dit speciaal gecomponeerd had om zijn gehoor wakker te schudden als het tijdens een uitvoering dreigde in te dutten.